# Tracz brazylijski
Tracz brazylijski (Mergus octosetaceus) – gatunek średniej wielkości ptaka z rodziny kaczkowatych (Anatidae). Występuje endemicznie w Brazylii. Nie wyróżnia się podgatunków. Krytycznie zagrożony wyginięciem.

## Zasięg występowania
Gatunek znany z 6 stanowisk w Brazylii, w XXI wieku jednokrotnie odnotowany w Argentynie. Główną część zasięgu stanowi Park Narodowy Serra da Canastra w Minas Gerais. Odnotowany także w stanie Bahia w okolicach rzeki São Francisco, jednak w trakcie badań w 2003 roku nie zaobserwowano go; również okolice Patrocínio. W Goiás obserwowany w Parku Narodowym Emas i Parku Narodowym Chapada dos Veadeiros. W stanie Parana w 1995 roku odkryto małą populację, jednak późniejsze badania w 1998 roku nie przyniosły rezultatów. W 2002 roku w stanie Tocantins zaobserwowano tracze brazylijskie, a w trakcie 6 wypraw w 2007 i 2008 roku odnaleziono 3 pary lęgowe ok. 55 km od pierwotnego miejsca odkrycia. W stanach Mato Grosso do Sul, Rio de Janeiro, São Paulo oraz Santa Catarina gatunek ten wymarł. W Argentynie w Arroyo Uruzú (prowincja Misiones) w 2002 roku znaleziono 12 osobników i było to pierwsze stwierdzenie gatunku w tym kraju od 10 lat, mimo wcześniejszych intensywnych poszukiwań. W Paragwaju ostatnia obserwacja miała miejsce w 1984 roku.

## Morfologia
Długość ciała wynosi 48 cm, w tym ogona ok. 10 cm i dzioba 4,6 cm. Skrzydło mierzy około 18,3 cm, skok 3,8 cm. Występuje nieznaczny dymorfizm płciowy; samica posiada czekoladowobrązowy wierzch głowy i długie pióra z tyłu głowy. U samca obszary te są czarne z zielonym połyskiem, podobnie jak i górna część szyi. Pozostała część szyi, boki i pierś szare, pokryte drobnymi, białymi prążkami. Skrzydła ciemnoszare z białym lusterkiem, utworzonym na większych pokrywach skrzydłowych i lotkach drugorzędowych; lusterko posiada 2 białe paski. Pokrywy podskrzydłowe czarnobrązowe. Dziób i sterówki czarne, nogi bordowe. Tęczówka brązowa.

## Status, zagrożenia i ochrona
IUCN klasyfikuje tracza brazylijskiego jako gatunek krytycznie zagrożony wyginięciem (CR – Critically Endangered) nieprzerwanie od 1994 roku. Całkowita populacja szacowana jest na 50–249 dorosłych osobników. Zagrożenie dla gatunku stanowi zanieczyszczanie rzek, w regionie Serra da Canastra tworzenie kopalń diamentów; poza tym rolnictwo, budowa tam oraz niepokojenie ptaków w ich terytoriach, np. poprzez turystykę. Tracz brazylijski jest objęty ochroną we wszystkich trzech krajach, w których występuje bądź występował.